# ЗІЛ-133
ЗІЛ-133 «Крокодил» — радянський вантажний автомобіль виробництва Заводу ім. Лихачова. Був тривісною (6х4) народногосподарською модифікацією підвищеної вантажності на базі масової двовісної (4х2) вантажівки ЗІЛ-130.

## Історія

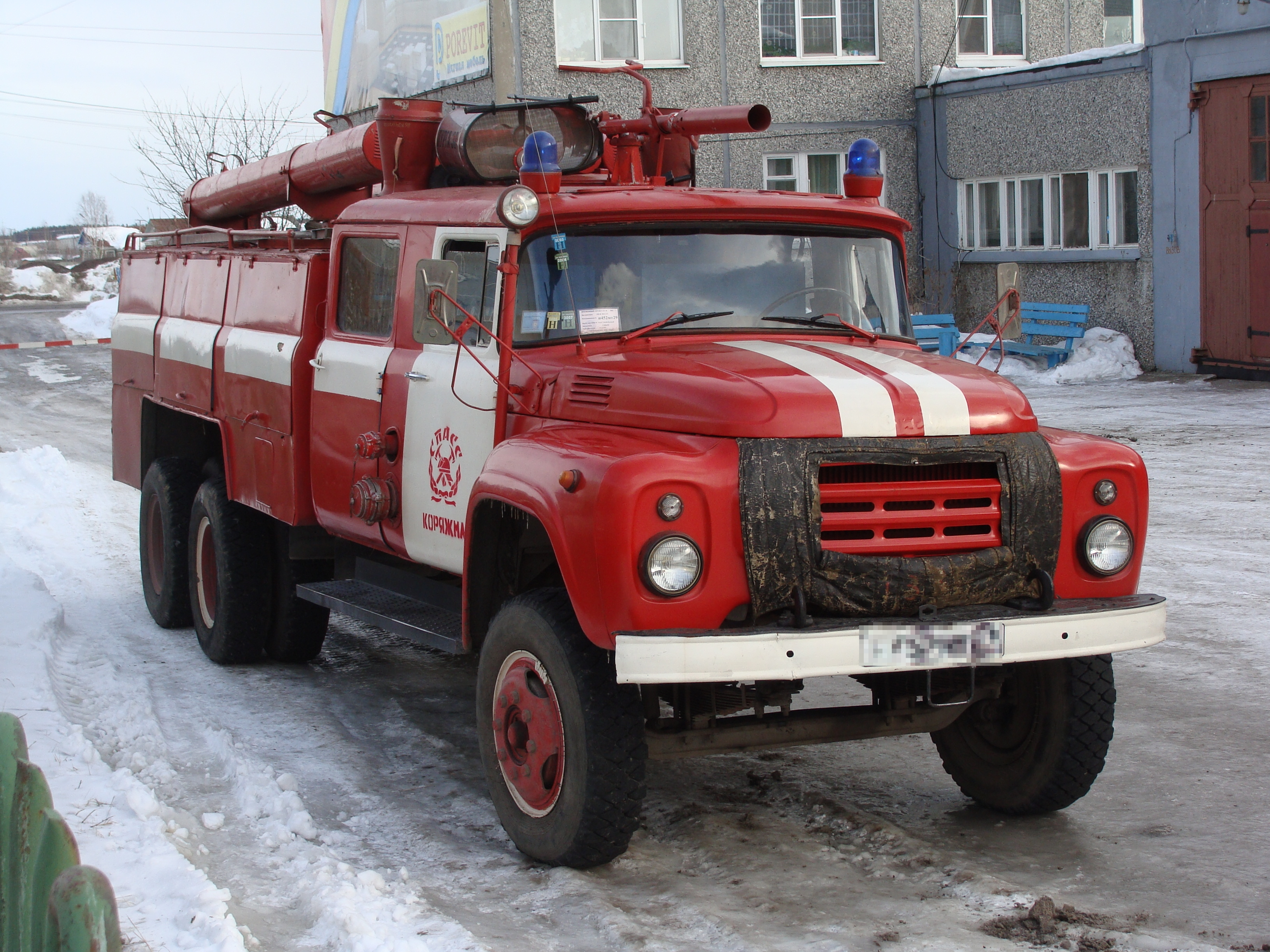
АЦ-40(133Г1)-181

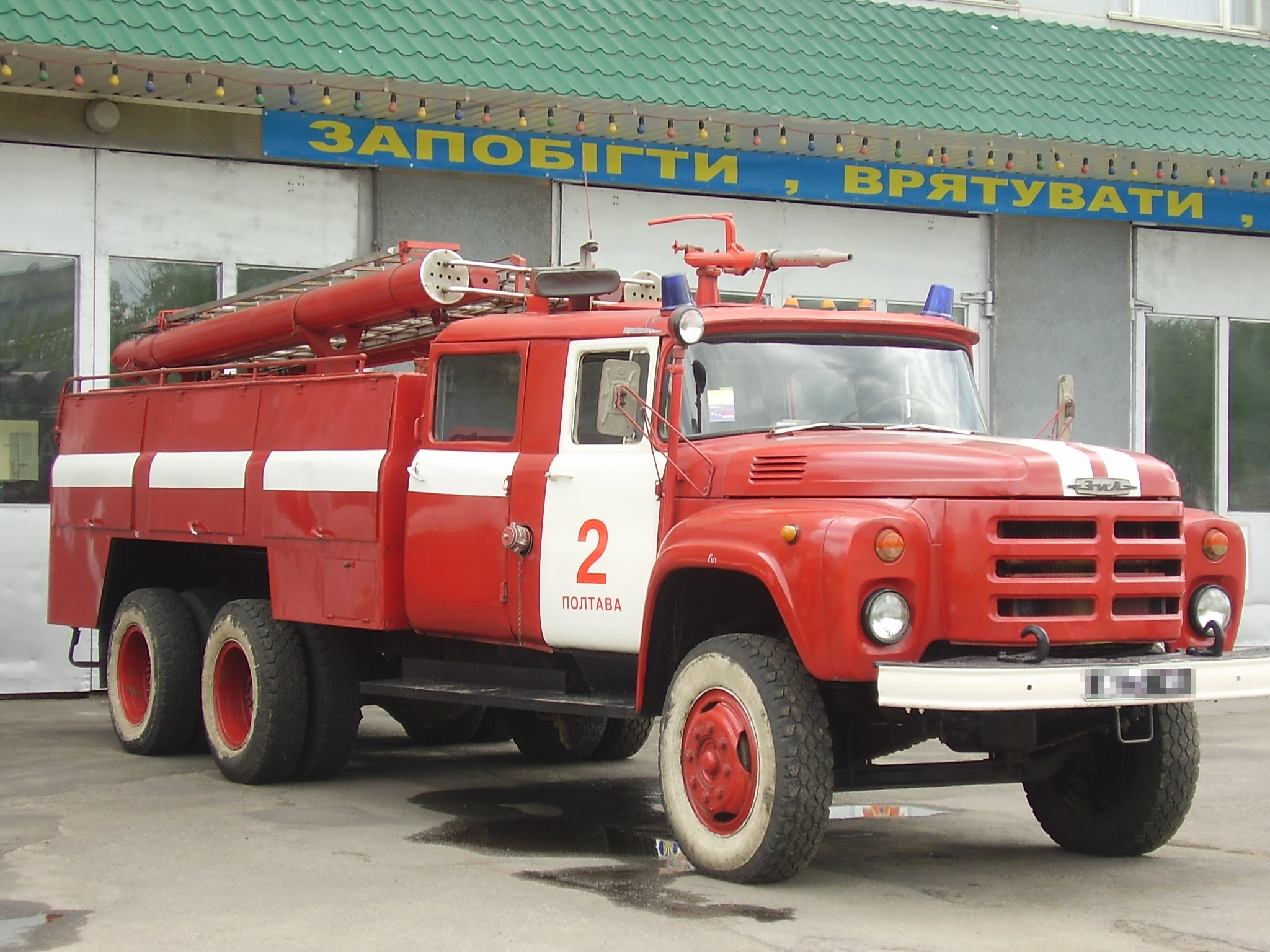
АЦ-40(133ГЯ)-181A, Полтава

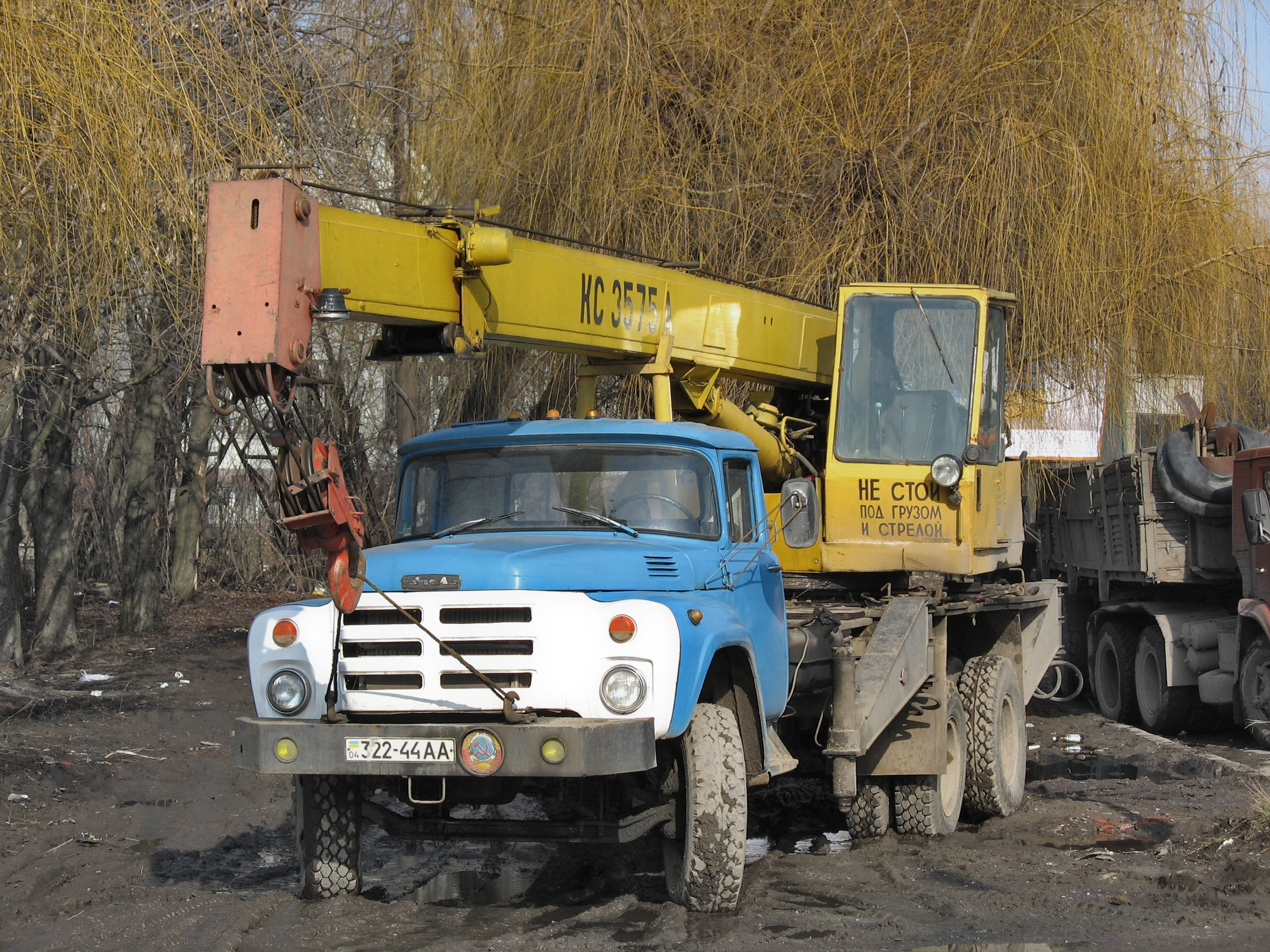
Автокран КС-3575А на шасі ЗІЛ-133ГЯ, Дніпро

Розробка більш вантажопідіймального автомобіля (8 тонн) з колісною формулою 6×4, на базі 5-тонного ЗІЛ-130, почалася в першій половині 1960-х років. Нове сімейство мало отримати індекс 133. Перші прототипи були готові вже в середині 1960-х, проте розгортання їх серійного виробництва постійно відкладалося. Необхідність випуску такого сімейства вантажівок була поставлена під сумнів у зв'язку з планованим введенням нового Камського автозаводу, який повинен був випускати вантажівки схожого класу тоннажності, але значно більш сучасної конструкції, зокрема, з дизельним двигуном і з компонуванням «кабіна над двигуном». Тим більше що прототипи вантажних автомобілів для майбутнього заводу створювалися на самому ЗІЛі (ЗІЛ-170).
Проте, в 1975 році було прийнято рішення розпочати виробництво першої моделі тривісного сімейства ЗІЛ-133Г1, яка отримала довгу базу, звідси й літера «Г» в індексі. ЗІЛ-133 став найбільшою карбюраторною вантажівкою в СРСР. Пройшовши модернізацію в 1979 році, модель отримала індекс ЗІЛ-133Г2, при цьому була піднята вантажність з 8 до 10 тонн. Окремо слід згадати про поширену помилку, що модифікації ЗіЛ-133Г1 і Г2 відрізняються один від одного зовні різним оформленням оперення капота кабіни в стилі ЗІЛ-130, випущених до 1977-78 років і після 1978 року. Насправді зміна оформлення кабін йшла на заводі потоком і стосувалася всього модельного ряду відразу, в тому числі й сімейства 133. Таким чином, модифікація 133Г1, випущена до кінця 1978 року, мала старе оформлення, а випускалися з кінця 1978 року - вже нове. Модифікація 133Г2 мала тільки нове оформлення, оскільки випускалася з 1980 року. Випуск цих автомобілів мав характер невеликих серій. Ще в середині 1970-х був розроблений проєкт тривісного ЗІЛа з дизельним двигуном КамАЗ-740. Ця модель отримала індекс ЗіЛ-133ГЯ і її виробництво почалося в 1979 році. Автомобілі цієї модифікації легко дізнатися по довгому капоту з оригінальною решіткою з формою великих горизонтальних брусів. Капот довелося подовжити, щоб в його простір увійшов куди більший дизель КамАЗ-740.
Бензинові ЗІЛ-133Г2 були зняті з виробництва вже в 1983 році у зв'язку з тим, що дизельний варіант ЗІЛа був більш ефективним - витрата палива на 100 км при швидкості 60 км/год становить у ЗІЛ-133ГЯ 26,6 л (дизпаливо) проти 48,3 л у ЗІЛ-133Г2 (бензин). Разом з тим, «ГЯ», бувши фактично «капотною» альтернативою нових КамАЗів, випускалися вже великими серіями, в основному, в якості голих шасі під різні установки й рідше як бортовик. Виробництво ЗІЛ-133ГЯ велося до 1992 року (можливо до 1994 р.), після чого ця модель була модернізована, зокрема, отримала кабіну від нового сімейства вантажівок ЗІЛ-4331, індекс 133Г40 і випускалася на ЗІЛі до 1999 року.

## Конструкція
З огляду на уніфікацію з ЗІЛ-130 ЗІЛ-133 мало відрізняється від нього конструктивно, одне з головних принципових відмінностей - два ведучих мости, з яких перший містить в собі міжосьовий диференціал з ручним блокуванням (за допомогою пневмокрана в кабіні).

## Двигуни
- 6,0 л ЗІЛ-130 V8 150 к.с. при 3200 об/хв, 402 Нм при 1800-2000 об/хв
- 10,85 л КамАЗ-740.10 V8 210 к.с. при 2600 об/хв, 637 Нм, при 1500-1800 об/хв

## Модифікації
- ЗІЛ-133 — базове шасі з середньою базою з карбюраторним двигуном ЗІЛ-375. Серійно не випускалося.
- ЗІЛ-133Б — короткобазне самоскидне шасі. Серійно не випускалося.
- ЗІЛ-133В — сідловий тягач. Дрібносерійний випуск.
- ЗІЛ-133Г — подальший розвиток ЗІЛ-133 з подовженою базою (один бензобак і платформа з двома боковими бортами).
- ЗІЛ-133Г1 — довгобаза модифікація ЗІЛ-133Г (два бензобаки і три бічні борти) вантажопідйомністю 8 т. Серійний випуск 1975—1977 рр.
- ЗІЛ-133Г2 — подальший розвиток ЗІЛ-133Г1 вантажністю 10 т. Серійний випуск 1977—1979 рр.
- ЗІЛ-133Д — короткобазне самоскидне шасі
- ЗІЛ-133Д1 — спрощена модифікація ЗІЛ-133Д
- ЗІЛ-144Н — сільськогосподарський варіант із задніми односкатними арочними шинами.
- ЗІЛ-133ГЯ — дизельна модифікація ЗІЛ-133Г1 з двигуном КамАЗ-740 V8 10,85 л потужністю 210 к.с. (1979—1992)
- ЗІЛ-133ВЯ — сідловий тягач, короткобазний самоскид і кранове шасі з дизельним двигуном КамАЗ-740 (1979—1992)
- ЗІЛ-133Г40 — подальший розвиток ЗІЛ-133ГЯ з кабіною сімейства 4331 і двигунами ЗІЛ-6454/ЗІЛ-645/САТ-3116 (1992—1999)
- ЗІЛ-133Г42 — кранове шасі під з кабіною сімейства 4331 і двигуном ЗІЛ-6454 V8 9,56 л потужністю 200 к.с. (1992—1999)
- ЗІЛ-133Д42 — самоскидне шасі кабіною сімейства 4331 і двигуном ЗІЛ-645 V8 8,74 л потужністю 185 к.с. (1992—1999)
- ЗІЛ-13305А — сідловий тягач з подовженою кабіною сімейства 4331 і двигуном ЗІЛ-6454 (1993—1999)
- ЗІЛ-133Г50* — модифікація ЗІЛ-133Г2 з кабіною сімейства 4331 і карбюраторним двигуном ЗІЛ-508 V8 6,0 л потужністю 150 к.с. (1993—1995)
- ЗІЛ-133Д52* — самоскидне шасі з кабіною сімейства 4331 і двигуном ЗІЛ-508 (1993—1995)
- ЗІЛ-451400 — самоскид з кузовом НефАЗ (1997—1999).
- ЗІЛ-630900 — подальший розвиток ЗІЛ-133Г40 з двигуном ЯМЗ-236А V6 11,15 л потужністю 195 к.с. (1999—2002)
- ЗІЛ-640900 — сідловий тягач з двигуном ЯМЗ-236А (1999—2002)
- ЗІЛ-6309Н0 — подальший розвиток ЗІЛ-630900 з двигуном ЯМЗ-236НЕ2 (Євро-2) V6 11,15 л потужністю 230 к.с. (2002—2005)
- ЗІЛ-6309Н2 — кранове шасі з двигуном ЯМЗ-236НЕ2 (Євро-2) (2002—2005)
- ЗІЛ-45222 — самоскидне шасі з двигуном ЯМЗ-236НЕ2 (2002—2005). Кузов ММЗ.
- ЗІЛ-630980 — модифікація ЗІЛ-6309Н0 з кабіною ЗІЛ-433180 з двигуном ММЗ Д-260.Е3 (Євро-3) Р6 7,12 л потужністю 130 к.с. (2008). Серійно не виготовлявся.
- Випуск карбюраторних модифікацій 133Г5 і 133Д5 в 1993—1995 рр. був викликаний припиненням постачання дизелів КамАЗ-740 через пожежу на заводі двигунів КАМАЗ.

## Спецавтівки на шасі ЗІЛ-133
- КСА-7 — дослідний зразок розкидувача вантажністю 7 тонн на базі ЗІЛ-133Г1. На задніх мостах встановлювалися арочні шини.
- Автоцистерна АЦ-40
- Автодрабина АЛ-45
- Автокран КС-3575А
- Автомобіль комбінованого гасіння АКТ-2, 5/3
- Бетономішалка СБ-159Б1
- Інкасаторський автомобіль ДИСА-6938
- Завантажувач добрив ЗМУ-8
- Завантажувач сівалок ЗСА-7

і багато інших